# Jugoslawische Eishockeyliga 1993/94
Die Saison 1993/94 war die dritte Spielzeit der Eishockeyliga der BR Jugoslawien, der höchsten jugoslawischen Eishockeyspielklasse. Meister wurde zum ersten Mal in der Vereinsgeschichte überhaupt der HK Partizan Belgrad.

## Modus
In der Hauptrunde absolvierte jede der drei Mannschaften insgesamt acht Spiele. Der Erstplatzierte der Hauptrunde wurde Meister. Für einen Sieg erhielt jede Mannschaft zwei Punkte, bei einem Unentschieden gab es einen Punkt und bei einer Niederlage null Punkte.

## Hauptrunde

### Tabelle
|    | Klub                   | Sp | S | U | N | T  | GT | Punkte |
| -- | ---------------------- | -- | - | - | - | -- | -- | ------ |
| 1. | HK Partizan Belgrad    | 8  | 8 | 0 | 0 | 80 | 9  | 16     |
| 2. | HK Roter Stern Belgrad | 8  | 4 | 0 | 4 | 47 | 33 | 8      |
| 3. | HK Spartak Subotica    | 8  | 0 | 0 | 8 | 19 | 90 | 0      |

Sp = Spiele, S = Siege, U = Unentschieden, N = Niederlagen